# 神木市
神木市位于中国陕西省西北部、黄河西岸，是榆林市代管的一个县级市。区域总面积为7635平方公里，是陕西省面积最大的一个县级行政区，是中国产煤第一县。神府煤田在其境内。儲煤面積達4500平方公里，探明儲量500多億噸，2012年煤炭产量22098.97万吨，是全國县級行政區第二高，僅次於内蒙古鄂尔多斯市准格尔旗。人口約58万人。
神木市境内的红碱淖是中国最大的沙漠淡水湖。

## 历史沿革
道光《神木县志》载:“县东北杨家城，古麟州城，相传城外东南约十步，有松树三株，大可二三人合抱，唐代旧物，人称神木。金以名寨，元以名县，明代尚有遗迹”。神木“因巽山有神树二株故名”。
宋元丰设神木寨。元至元六年（1269年），设神木县。
1935年，陝西省神木縣城自神木縣分拆，成為神城縣。
1937年與府谷縣合併為神府縣（取二縣首字）。初期縣治賀家川（今神木縣賀家川鎮），1939年遷沙峁鎮（今屬神木縣），1944年徙溫家川（今神木縣贺家川镇温家川村），1948年6月又遷高家堡（今神木縣高家堡鎮），但縣治一直未離開神木縣範圍。
1938年，神城縣併入神府縣。1950年5月撤銷合併，恢復神木、府谷二縣配置。
2017年4月，国务院同意撤销神木县，设立县级神木市。

## 行政区划
神木市下辖6个街道办事处、14个镇：
滨河新区街道、西沙街道、麟州街道、迎宾街道、永兴街道、西沟街道、高家堡镇、店塔镇、孙家岔镇、大柳塔镇、花石崖镇、中鸡镇、贺家川镇、尔林兔镇、万镇、大保当镇、马镇、栏杆堡镇、沙峁镇和锦界镇。

## 交通

### 铁路
包西铁路、包神铁路、神黄铁路等干线铁路和红柠等支线铁路在神木交汇。准神铁路正在加紧建设。

### 公路
包茂高速公路、榆神高速公路、神府高速公路以及 337国道、府店、杨陈、神盘等高等级公路沟通了与周边的联系。
- 336国道终点。

## 人口
2020年末，榆林市第七次全国人口普查主要数据公报显示：神木市常住人口为571869人，男性人口占比55.66%，女性人口占比44.34%，年龄结构中0-14岁占比22.06%，15-59岁占比65.28%，60岁以上占比12.66%，65岁以上占比8.52%。